# Lonny van Laak
Lonny van Laak, eigentlich Leoni van Laak (* 1896 in Mannheim als Leonie Gundersheim; † 1989), eine deutsche Jüdin, war Kinobesitzerin. 
In der Stummfilmzeit besaßen sie und ihr Mann Wilhelm sechs Kinos. Am 4. November 1929 eröffnete sie die Luitpold-Lichtspiele. 1935 starb ihr Mann und ihr als Jüdin wurde die Vorführlizenz für das letzte Kino entzogen.
1941 wollte die Gestapo sie aus München deportieren, doch ihr Sohn Gert van Laak konnte sie mehrmals vor der Verfolgung der Nationalsozialisten retten. Ab 1938 musste sie gemäß der Namensänderungsverordnung den zweiten Vornamen Sara annehmen. Als eine von 84 Juden erlebte sie den Einmarsch der Amerikaner in München.
Im September 1945 eröffnete sie wieder die Luitpold-Lichtspiele und 1951 das Filmcasino. 1957 wurde das Kino vom UFA-Theater übernommen, die es 1974 durch einen Neubau ersetzen ließen.
1986 erhielt sie den Ehrenpreis des deutschen Filmpreises. Die Folge der Frauengeschichten vom 16. September 1986 ist ihr gewidmet.